# 図子慧
図子 慧（ずし けい、女性、1960年5月9日 -）は、日本の小説家。A型。広島大学総合科学部卒業。作家のエージェント会社 株式会社アップルシード・エージェンシー契約作家。

## 来歴・人物
1986年、「クルトフォルケンの神話」（コバルト編集部編、集英社コバルト文庫『コバルト・ノベル大賞入選作品集4』に収録）で集英社コバルト・ノベル大賞に入賞し、デビューを果たす。
デビュー前年の1985年頃までは、本格的に小説を書いたことがなかった。好きな作家は藤沢周平で、文章の書き方などは彼の作品を手本にして学んだ。
デビュー後は、主に集英社コバルト文庫から少女向け小説を発表して人気を博す。
その後、少女向け小説にとどまらず、『ラザロ・ラザロ』『晩夏』などのミステリ小説や『ルドルフォ』などのSF小説、『蘭月闇の契り』などのホラー小説、『狩人月』などのBL作品と、一般向けの小説を手掛けるようになり、ジャンルを超えて多彩な執筆活動を展開している。
日本SF作家クラブ主催の日本SF新人賞の選考委員を務めたことがある。また、同クラブ主催の日本SF評論賞の選考委員を務めていた。日本SF作家クラブについては、2014年退会。

## 小説

### 単著
- 地下世界のダンディ 上・下（集英社文庫）1987年
- 追いかけてはいけない（集英社コバルト文庫）1987年
- シンデレラの夜と昼（集英社コバルト文庫）1987年
- 王子さまは、孤独:続シンデレラの夜と昼（集英社コバルト文庫）1988年
- ピュアミント'88（集英社コバルト文庫）1988年
- 狼なんかこわくない:ピュアミント2（集英社コバルト文庫）1988年
- 青りんご・毒りんご:ピュアミント3 （集英社コバルト文庫）1989年
- 四月闇桜姫（集英社コバルト文庫）1988年
- 未少年キラー・スペシャル:青春ミステリー（集英社コバルト文庫）1989年
- 土曜日はあなたと雲の上（集英社コバルト文庫）1989年
- ふしぎの国のミャオ（集英社コバルト文庫）1989年
- キャット・ボーイ 上・下（角川文庫）1990年
- 日曜日には天使とデート（集英社コバルト文庫）1990年
- 月曜日は、女神にララバイ（集英社コバルト文庫）1990年
- ピーター・ラビットは、僕の友だち（角川文庫）1990年
- ルドルフォ 1・2（白泉社）1991年-1992年
- 晩夏（集英社）1991年／創元推理文庫で2010年再刊
- ガール（角川スニーカー文庫）1991年
- 十二月王子 1 暗黒宮の少年（角川スニーカー文庫）1991年
- 十二月王子 2 黄金正妃（角川スニーカー文庫）1992年
- 十二月王子 3 冥王回廊（角川スニーカー文庫）1993年
- 虹彦（角川ルビー文庫）1993年
- お見合いストリート・ファイターズ（集英社）1993年
- 桃色珊瑚（角川書店）1993年
- 緋色の館（小学館キャンパス文庫）1997年
- 狩人月 集英社（集英社スーパーファンタジー文庫）1997年
- 禁猟区 集英社（集英社スーパーファンタジー文庫）1997年
- イノセント:沈む少年（角川書店）1997年
- ラザロ・ラザロ（集英社）1998年／ハヤカワ文庫JAで2008年再刊
- カムナ歌（集英社スーパーファンタジー文庫）1998年
- 猫曼魔 小学館（小学館キャンバス文庫）1998年
- 媚薬 角川書店（角川ホラー文庫）2000年
- 蘭月闇の契り（角川ホラー文庫）2001年
- 閉じたる男の抱く花は（講談社）2001年
- 君がぼくに告げなかったこと:学園ミステリー（祥伝社文庫）2006
- 駅神（早川書房）2007年／ハヤカワ文庫JAで2008年再刊
- 駅神ふたたび（早川書房）2008年
- アンドロギュヌスの皮膚（河出書房新社 NOVAコレクション）2013年
- 愛は、こぼれるqの音色（書苑新社）2019年
- 5分でわかる10年後の自分 2030年のハローワーク（KADOKAWA）2019年

### アンソロジー・共著
- 天国のkiss（角川書店）1994年
- カサブランカ革命 百合小説の誘惑（イースト・プレス）1998年
- 秘神 闇の祝祭者たち 書下ろしクトゥルー・ジャパネスク・アンソロジー （朝松健編 アスキー アスペクトノベルス）1999年
- 憑き者 全篇書下ろし傑作ホラーアンソロジー（大多和伴彦 編 アスキー A-novels）2000年
- 十二宮12幻想（津原泰水監修、鏡リュウジ解説 エニックス）2000年／講談社文庫で2002年再刊
- 勿忘草 恋愛ホラー・アンソロジー（祥伝社文庫）2003年
- 逆想コンチェルト イラスト先行・競作小説アンソロジー 奏の1（徳間書店）2010年
- 「愛は、こぼれるqの音色」NOVA 書き下ろし日本SFコレクション 5（大森望責任編集 河出文庫）2011年
- グイン・サーガ・ワールド=GUIN SAGA WORLD:グイン・サーガ続篇プロジェクト 5（栗本薫他著、天狼プロダクション監修 ハヤカワ文庫JA）2012年
- ダウンサイジング 人工知能の見る夢は AIショートショート集（人工知能学会 編 文春文庫）2017年